# Massachusetts
Massachusetts  (IPA: [massaˈʧusets]), (uradno angleško The Commonwealth of Massachusetts; Skupnost Massachusettsa) je ameriška zvezna država, ki je del regije Nova Anglija na severovzhodu ZDA. Od konca januarja je tudi ameriška zvezna država z najdaljšim imenom.
- Lexington Common
- Boston
- Fenway Park